# Alsobia
Alsobia é um género botânico pertencente à família Gesneriaceae, nativo da Costa Rica, Guatemala e México.

## Espécies
- Alsobia antirrhina
- Alsobia dianthiflora
- Alsobia punctata

## Nome e referências
Alsobia Hanst., 1853